# Okręg Orlean
Okręg Orlean (fr. Arrondissement d’Orléans) – okręg w środkowej Francji. Populacja wynosi 420 tysięcy.

## Podział administracyjny
W skład okręgu wchodzą następujące kantony:
- Artenay,
- Beaugency,
- Châteauneuf-sur-Loire,
- Chécy,
- Cléry-Saint-André,
- Fleury-les-Aubrais,
- Ingré,
- Jargeau,
- La Ferté-Saint-Aubin,
- Meung-sur-Loire,
- Neuville-aux-Bois,
- Olivet,
- Orlean-Bannier,
- Orlean-Bourgogne,
- Orlean-Carmes,
- Orlean-La Source,
- Orlean-Saint-Marc-Argonne,
- Orlean-Saint-Marceau,
- Ouzouer-sur-Loire,
- Patay,
- Saint-Jean-de-Braye,
- Saint-Jean-de-la-Ruelle,
- Saint-Jean-le-Blanc,
- Sully-sur-Loire.